# Tsahi Halevi
 (novembre 2018).
Pour les articles homonymes, voir Halévi.
Tsahi Halevi est un acteur israélien né le 12 mars 1975 à Petah Tikva, au sein d'une famille d'origine sépharade et mizrahi. La famille de son père est installée en Israël depuis 8 générations, celle de sa mère est d'origine marocaine. Son père travaillant au Mossad, sa famille a déménagé dans plusieurs pays. Tsahi Halevi parle couramment hébreu, arabe, anglais et français.
Habitant Tel-Aviv depuis 1990, Halevi a épousé en premières noces la danseuse israélienne Una Holbrook, avec qui il a eu un fils. En octobre 2018, il se remarie et épouse la journaliste arabe Lucy Aharish, ce qui vaut à leur couple des critiques d'ultraconservateurs israéliens, y compris au sein du gouvernement.

## Carrière

### Chanteur
Tsahi Halevi est membre de la troupe Mayumana depuis 1999.
En 2012, il participe à la première édition de The Voice en Israel et atteint la finale, avec pour coach le chanteur Shlomi Shabat. Son premier album, Kivounim, sort en 2012. Il collabore de 2012 à 2014 avec le chanteur Idan Raichel.
En décembre 2020, il remporte la première saison de l'édition israélienne de l'émission The Mask Singer, à laquelle participait son épouse Lucy Aharish.

### Acteur
Halevi a commencé sa carrière d'acteur au théâtre.
En 2013, il joue le rôle d'un agent du Shin Bet dans Bethléem, film de Yuval Adler. 
Il joue ensuite plusieurs rôles dans des téléfilms. Mais c'est en 2015 qu'arrive la consécration, avec le rôle de Naor, un membre de l'unité Mista'arvim, dans la série israélienne Fauda.

## Filmographie

### Cinéma
- 2013 : Bethléem : Razi
- 2015 : De douces paroles (en) (The Kind Words) : Ricki Cohen
- 2018 : Marie Madeleine : Éphraïm
- 2018 : L'Ange du Mossad (The Angel) : Gadaffi

### Télévision
- 2015 : Dig : Udi  (4 épisodes)
- 2014-2017 : Sirènes : Haim Toledano (20 épisode)
- 2016 : Hostages : Sheikh  (1 épisode)
- 2015-2018 : Mossad 101 (en) (HaMidrasha) : Liron Hariri (13 épisodes)
- 2015-2018 : Fauda : Naor  (24 épisodes)

## Distinctions
- Ophir 2013 du meilleur acteur dans un second rôle pour son interprétation dans Bethléem[3].
- Meilleur acteur au Festival international du film de Haïfa 2014 pour son interprétation dans Bethléem.